# Cimareme (Ngamprah)
Cimareme is een bestuurslaag in het regentschap Bandung Barat van de provincie West-Java, Indonesië. Cimareme telt 12.957 inwoners (volkstelling 2010).